# Chambon-le-Château
Chambon-le-Château era una comuna francesa que estaba situada en el departamento de Lozère, de la región de Occitania que el 1 de enero de 2019 pasó a formar parte de la comuna nueva de Bel-Air-Val-d'Ance como comuna delegada.

## Historia
Fue creada en 1837 por segregación de terrenos pertenecientes a la comuna de Saint-Symphorien.

## Demografía
| Gráfica de evolución demográfica de Chambon-le-Château entre 1836 y 2016 |
|                                                                          |

Los datos demográficos contemplados en este gráfico de la comuna de Chambon-le-Château se han cogido de 1836 a 1999 de la página francesa EHESS/Cassini, y los demás datos de la página del INSEE.